# Synagoga w Miszkolcu
Synagoga w Miszkolcu – jedyna przetrwała synagoga w Miszkolcu oraz jedyna czynna synagoga w komitacie Borsod-Abaúj-Zemplén.
Synagoga została zaprojektowana przez Ludwiga Förstera oraz zbudowana w latach 1856–1862 w stylu neoromańskim. Fasada od ulicy Kazinczy posiada wielkie okrągłe okno witrażowe i wąskie gotyckie okna. Synagoga posiadała trzy nawy boczne, galeria dla kobiet jest podpierana przez szczupłe żelazne kolumny ozdabiane gotyckimi i bizantyjskimi dekoracjami. Malowidła naścienne cechują się dekoracyjną wschodnią.
Według spisu, do synagogi uczęszcza około 500 wiernych.